# Phonotaenia camiadei
Phonotaenia camiadei är en skalbaggsart som beskrevs av Franz Antoine 2005. Phonotaenia camiadei ingår i släktet Phonotaenia och familjen Cetoniidae. Inga underarter finns listade i Catalogue of Life.